# رجاء يوسف
     لشخصية أخرى تحمل اسم رجاء يوسف، طالع رجاء يوسف (توضيح).

رجاء يوسف (29 ديسمبر 1925 - 29 مايو 2005)، ممثلة مصرية.

## حياتها
بدأت حياتها في السيرك مع عائلة "الحلو" و"عاكف"، كونت مع أختها عواطف يوسف ثنائيا عمل في الكثير من الأفلام المصرية، وأنتجت العديد من الأفلام الناجحة. غير أنها اختفت عن الساحة الفنية بعد أن تزوجت من المخرج أحمد النحاس حيث عملت في أفلامه كممثلة ومنتجة.

## وفاتها
توفيت في 29 مايو 2005 عن عمر يناهز 79 عامًا.

## من أعمالها
- 1. الأوهام فيلم 1988 عواطف
- 2. الطائرة المفقودة فيلم 1984
- 3. عالم و عالمة فيلم 1983 شوشو
- 4. العسكري شبراوي فيلم 1982
- 5. ابن مين في المجتمع فيلم 1978
- 6. الجزاء فيلم 1970
- 7. النشال سهرة تلفزيونية 1970
- 8. الأضواء فيلم 1970
- 9. وداعا أيها الليل فيلم 1966
- 10. طريد الفردوس فيلم 1965
- 11. هارب من الأيام فيلم 1965
- 12. أرملة وثلاث بنات فيلم 1965
- 13. أميرة العرب فيلم 1963
- 14. يوم الحساب فيلم 1962
- 15. ألمظ وعبده الحامولي فيلم 1962
- 16. أنا وأمي فيلم 1960
- 17. الشيطانة الصغيرة فيلم 1958
- 18. الكمساريات الفاتنات فيلم 1957
- 19. شاطئ الذكريات فيلم 1955
- 20. لحن الوفاء فيلم 1955 راقصة
- 21. خالي شغل فيلم 1955
- 22. الحبيب المجهول فيلم 1955
- 23. ليلة من عمري فيلم 1954
- 24. المحتال فيلم 1954
- 25. أربع بنات وضابط فيلم 1954
- 26. إنسان غلبان فيلم 1954 الراقصة
- 27. أنا وحبيبي فيلم 1953
- 28. طريق السعادة فيلم 1953
- 29. بنات شربات فيلم 1951

### إنتاج
- 1. الطائرة المفقودة فيلم 1984 منتج
- 2. الشيطانة الصغيرة فيلم 1958 منتج
- 3. المخدوع

## روابط خارجية
- رجاء يوسف على موقع قاعدة بيانات الأفلام العربية